# Accident ferroviaire de Lausanne
Le 29 juin 1994 un train de marchandises composé notamment de wagons-citernes transportant des produits chimiques déraille en gare de Lausanne en Suisse.

## Description
Le train, en provenance de Bâle et à destination de l’usine de Ciba-Geigy à Monthey, déraille à 3 heures du matin le 29 juin. 13 wagons déraillent dont quatre contenant des produits dangereux, notamment de l'épichlorohydrine. Une partie de ce produit, hautement toxique, coule sur le ballast dans les conduites de drainage. 3000 personnes sont évacuées dans les quartiers sous la gare. Une centaine d'hommes des pompiers de Lausanne et des CFF interviennent.